# Pallacanestro Roseto
El Roseto Sharks, conocido también por motivos de patrocinio como Sapori Veri Roseto, es un equipo de baloncesto italiano con sede en la ciudad de Roseto degli Abruzzi, Abruzos. Compite en la Serie A2 Este, la segunda división del baloncesto en Italia. Disputa sus partidos en el PalaMaggetti, con capacidad para 5000 espectadores.

## Nombres
- Solare Roseto Sharks

(2010-2011)
- Roseto Sharks

(2011-2012)
- Mec-Energy Roseto

(2012-)

## Posiciones en Liga
| Temporada | Nivel | Liga            | Pos. | J     | PL  | Resultado          |
| --------- | ----- | --------------- | ---- | ----- | --- | ------------------ |
| 2011-12   | 4     | DNB             | 4    | 21-11 | 2-3 |                    |
| 2012-13   | 4     | DNB             | 4    | 21-11 | 2-3 |                    |
| 2014-15   | 3     | DNA Silver      | 10   | 14-14 |     |                    |
| 2014-15   | 2     | Serie A2 Silver | 11   | 13-17 |     |                    |
| 2015-16   | 2     | Serie A2        | 5    | 19-11 | 2-2 | Octavos de final   |
| 2016-17   | 2     | Serie A2        | 6    | 17-13 | 4-4 | Cuartos de final   |
| 2017-18   | 2     | Serie A2        | 15   | 6-24  | 3-2 | Permanece playouts |

fuente:eurobasket.com

## Palmarés
- Finalista Play-Offs Nazionale B Grupo C (2013)

## Jugadores destacados
| - Giovanni Angelucci - Nicola Elia - Ferdinando Francani - Matteo Maggioni - Alex Legion - Kevin Sowell - Damier Pitts |  | - Davon Usher - Martín Caruso - Nicolás Stanic - Sylvere Bryan - Nika Metreveli - Darryl Jackson |

Mahmoud Abdul-Rauf